# Emmanuel Coulon
 Emmanuel Coulon  (* 1968) ist ein französischer Jurist und Kanzler des Gerichts der Europäischen Union mit Sitz in Luxemburg.
Coulon studierte Rechtswissenschaften an der Universität Panthéon-Assas sowie Betriebswirtschaft an der Universität Paris-Dauphine. Er war in Brüssel als Anwalt tätig. 1996 wurde er Rechtsreferent beim Gericht erster Instanz der Europäischen Gemeinschaften (seit 2007 Gericht der Europäischen Union).  Von 2003 bis 2005 leitete er das Kabinett des Präsidenten des Gerichts erster Instanz. Im Oktober 2005 folgte er als Kanzler des Gerichts erster Instanz auf Hans Jung, der dieses Amt seit 1989 innehatte. Gewählt wurde Coulon  von den Richtern des Gerichts für eine Amtszeit von sechs Jahren.